# Finanțe publice
Finanțele publice cuprind analiza activităților economice ale administrației publice, într-o definiție mai cuprinzătoare. La aceasta, deciziile colective joacă un rol important. Constituie cea de-a treia disciplină clasică a științelor economice generale, alături de teoria economică (microeconomia și macroeconomia) și de politica economică.
Finanțele publice sunt studiul rolului bugetului guvernamental în economie. Este ramura științelor economice care evaluează veniturile și cheltuielile guvernamentale ale autorităților publice și ajustarea unora sau a celorlalte pentru a obține efecte dorite și a evita cele nedorite.

## Alte domenii ale economiei financiare
- Teoria bunurilor publice și meritorii
- Analiza economică a proceselor politice (economie politică)
- Economia constitutivă
- Teoria firmelor publice
- Economia mediului înconjurător
- Politica fiscală și politica taxelor

## Economiști renumiți, specialiști în economie financiară
- Norbert Andel
- Bernd Raffelhüschen

## Legături externe
- Ministerul Finanțelor al României